# Jane Alexander (plasticienne)
Pour les articles homonymes, voir Jane Alexander (homonymie) et Alexander.
Jane Alexander, née en 1959 à Johannesbourg (Afrique du Sud), est une artiste plasticienne. Elle vit et travaille au Cap et en plus de son travail d'artiste, elle enseigne la sculpture, la photographie et le dessin à l’Université du Cap Michaelis School of Fine Arts.

## Biographie
Jane Alexander est née à Johannesbourg en 1959. Elle est sud-africaine d'origine allemande, la famille de son père vient de Berlin.
Elle étudie les arts plastiques et est diplômée de l’Université de Witwatersrand, elle reçoit son "Bachelor" en 1982 et son "Master's degree" en 1988. En 1982, elle reçoit le prix Witwatersrand’s Martienssen Student Prize.
Ses premières œuvres sont des sculptures hybrides comme les Bucher Boys (1985-1986), qu’elle réalise alors qu’elle est encore étudiante. Elle est également photographe et elle réalise des photomontages.
En 1995, elle reçoit le Standard Bank Young Artist Award for Fine Art.
Ses œuvres ont été exposées en Afrique (Biennale de Dakar, 1988), à Cuba (Biennale de La Havane, 1994), en Europe et au Japon (Biennale de Venise, 1995 ; Biennale d’art contemporain de Lyon, 2000; « Africa Remix 2004-2007 »), aux États-Unis (« The short century : Independence and Liberation Movements in Africa 1945-1994 », Allemagne et États-Unis, 2001 et 2002) et à la Fondation Louis Vuitton en 2017 (« Le printemps africain »).

## Son œuvre
Les Bucher Boys (les garçons bouchers), bien qu'étant une de ses premières réalisations, est une œuvre-clé. Trois personnages masculins sont assis sur un banc. Leurs corps presque nus, leurs peaux livides, leurs têtes mi-animales mi-humaines, leurs yeux noirs, leurs bouches comme cousues traduisent une certaine bestialité. Ils sont assis sur un même banc, ne se regardent, ne se touchent pas, et semblent attendre. Cette création est peut-être marquée par une époque de l'histoire sud-africaine, marquée par les tensions raciales, le cloisonnement, les violences, une certaine animosité ambiante. Mais chaque spectateur reste libre de son interprétation. Par contre, les êtres hybrides, le monstrueux, le mélange entre le familier et l'étrange reviennent régulièrement dans les créations suivantes,,.
Créée au début des années 2000, African Adventure montre un groupe ainsi des sculptures de mutants, mi-animaux mi-humains, en fibre de verre, en plâtre, en terre et objets divers.

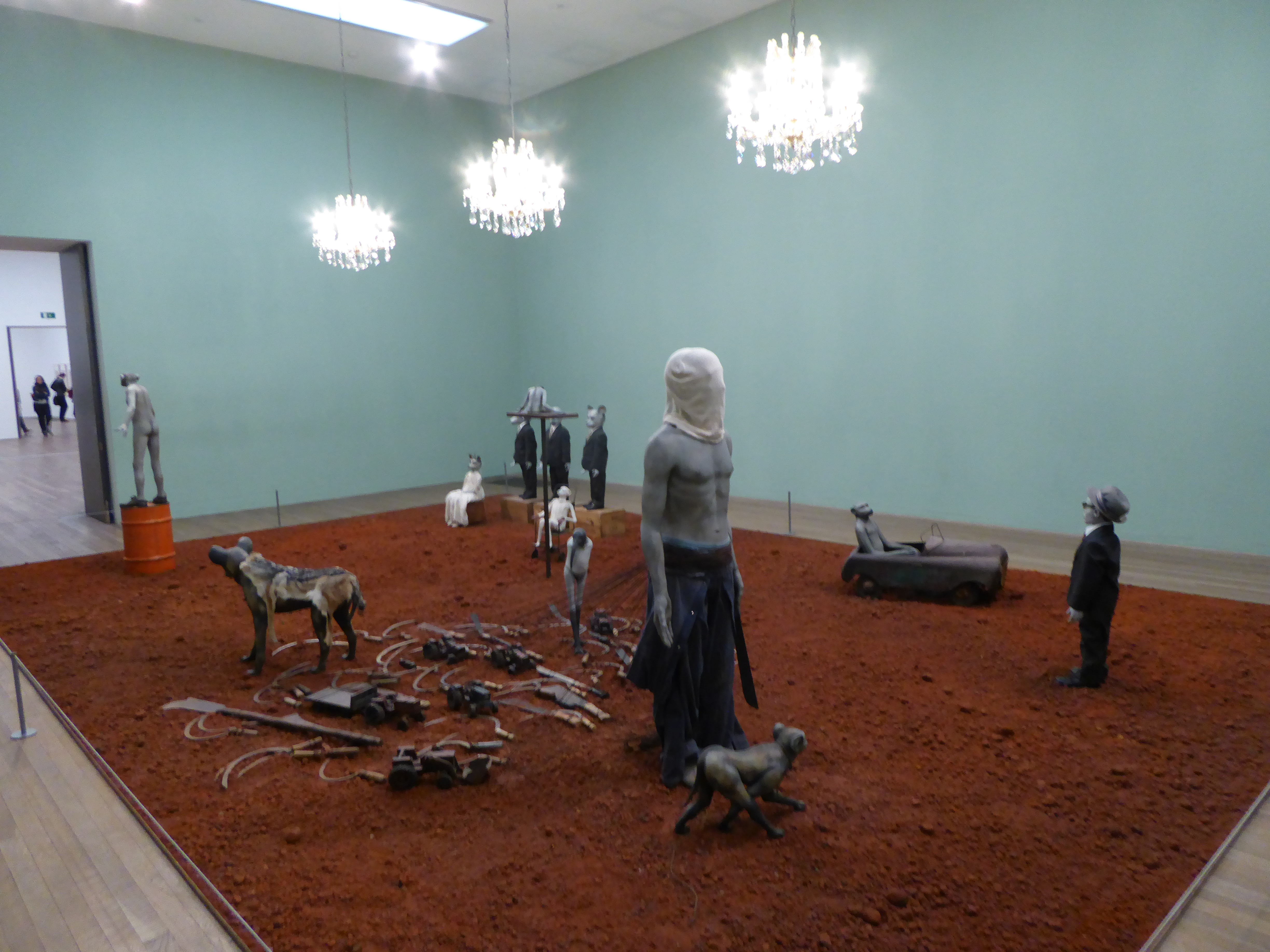
Installation au
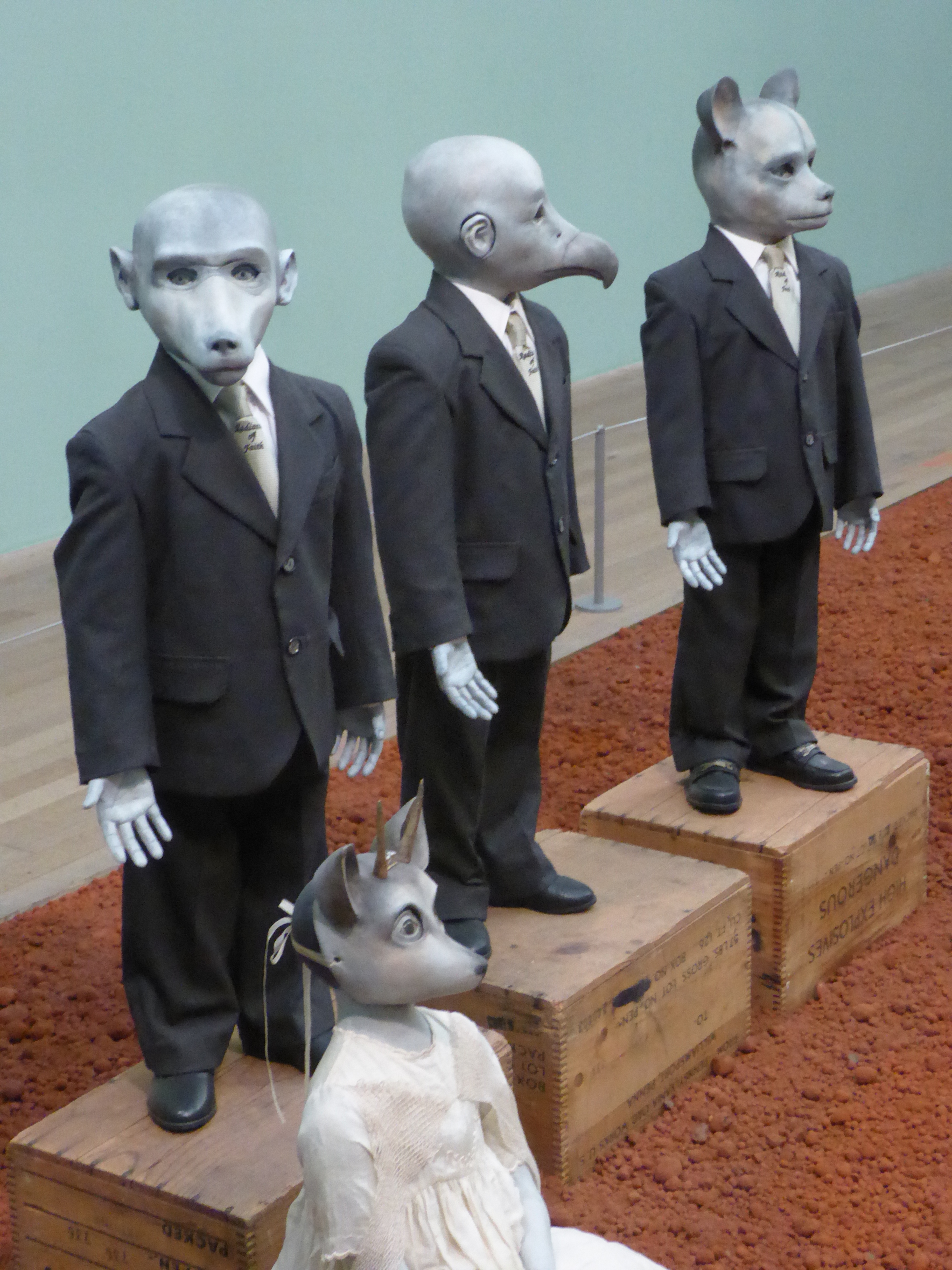
Tate Modern
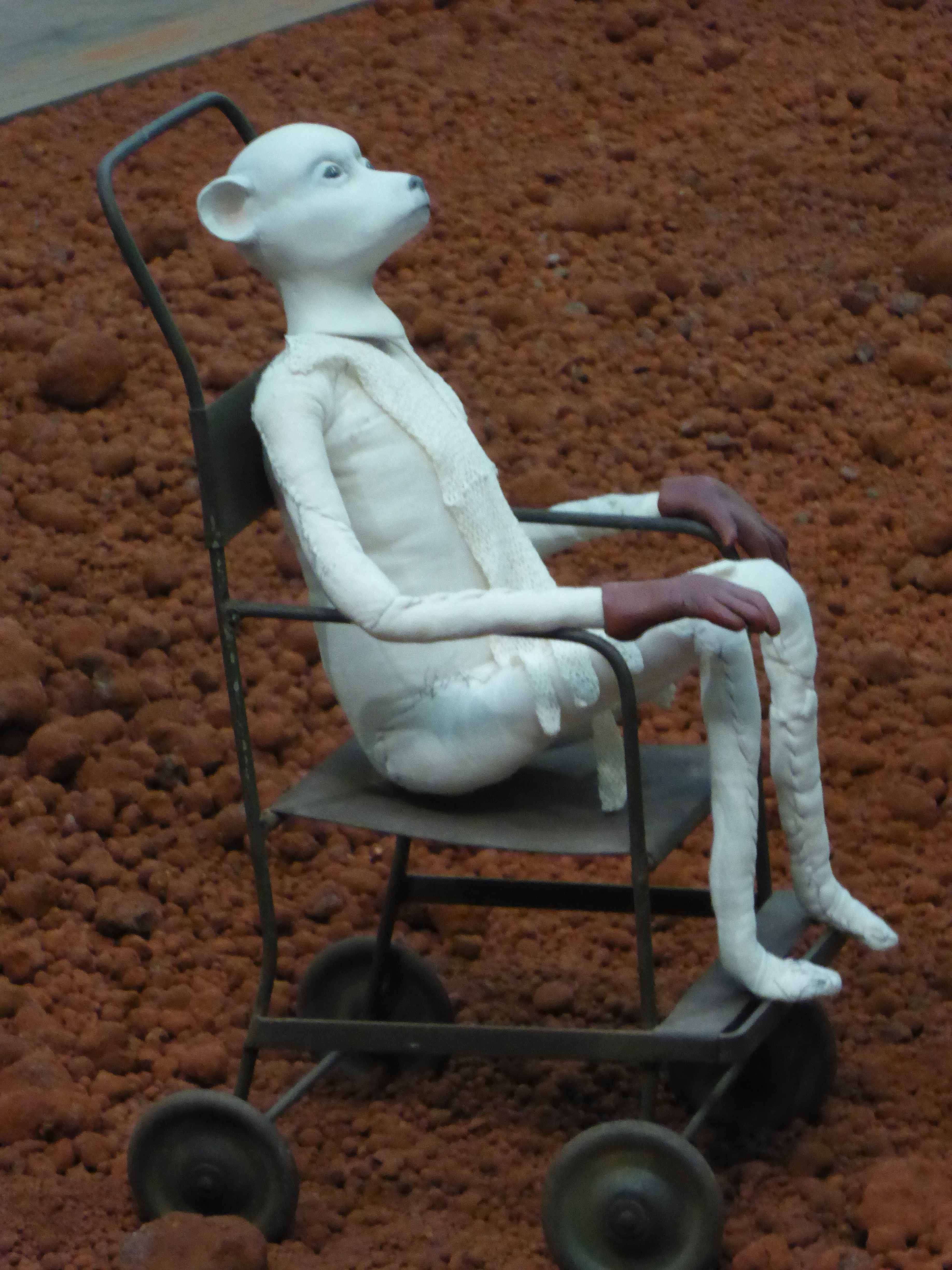
en 2016.

Au-delà de la sculpture, elle s'est très vite intéressée aux photomontages, en mettant en scène ses créatures hybrides dans des paysages imaginaires ou photographiés. Ses photomontages sont un prolongement de ses sculptures, tout en incluant quelquefois une dimension documentaire par ce décor sud-africain. Le choix même du photomontage renvoie aux artistes qui ont imaginé pour la première fois de tels assemblages de photographies, dans les années 1920 telle Hannah Höch, dadaïste, dans cette autre période très tendue des années 1920 et 1930 en Allemagne. Et de manière indirecte à l'histoire familiale de Jane Alexander, son père ayant dû quitter l'Allemagne nazie en 1936. L'œuvre de Jane Alexander est sans doute en parte marquée par poids de l'histoire de son père, comme par le poids de l'histoire de la société sud-africaine et de l'apartheid.